# 運輸業
運輸業（うんゆぎょう）、運送業（うんそうぎょう）とは、旅客や貨物の運送にかかる業種、あるいは職業である。
運輸業には単に輸送する以外にも、保管業務、通関業務、荷役業務（搬出・搬入・仕分け）、流通加工業務、使用機材のスケジュール管理を行う運行管理や整備を行う車両管理、物流にかかる情報処理業務、フォワーダー業務などがある。倉庫業を兼ねる企業も多く、製造から出荷まで一貫して行う複合企業もある。
運輸とは産業に必ず付随する業となり国の根幹を支えるため、日本では日本航空や国鉄、日本通運、日本郵便など国営企業として成り立っている。運輸業に付帯するサービスまで含めると、運輸業が全サービス産業に占める構成比は約1割を占める。運送運搬手段が生み出す価値の60％以上は、道路運送から生み出されたものであり、貨物運送が3/4を占める。道路と鉄道というインフラが、当面は運送運搬手段の中軸と考えられる。
運送する対象が人である輸送を旅客輸送、モノである輸送を貨物輸送と呼び、輸送機関が鉄道やトラックなど陸上の貨車での輸送を陸運、航空機での輸送を空運、船舶での輸送を海運または水運と呼ぶ。

## 主な事業

### 陸運
陸上輸送（運送）。自動車は時間や量など貨物需要に柔軟に対応ができるため、近距離の輸送、内陸地への輸送や消費者へ商品を集荷ないし行き渡らせるラストワンマイル流通を得意とする。自動車が普及する以前は貨物列車がその役割を担っており、駅からは人によって運ばれていた。現代では空運と海運の間の特性を示すことから北米やユーラシアでは大陸横断鉄道など長距離輸送に用いられる例が多く、電車は他の交通機関より温室効果ガス排出量が格段に低いため、環境に配慮した輸送が行える点が利点となる。

#### 鉄道輸送
旅客輸送および貨物輸送がある。軌道を自ら敷き（または借用し）、その軌道上に運搬車両（鉄道車両）を運行させる事業。天候による運行停止も比較的少なく、近中距離間の安価な定時輸送が比較的容易であるが、損益分岐点が高く、軌道などの設備の保守作業を事業者が行わなければならない。

#### 自動車輸送
公道上を自動車で輸送する事業。小口輸送をもっとも得意とするほか、鉄道の通っていない地域の補完的な輸送を行う。網の目のように全国津々浦々の道路網を使った面輸送を行い、拠点間輸送の鉄道貨物や航路貨物、航空貨物も輸送拠点からの戸口までの末端集配業務をトラックに引き継ぐ。渋滞等で到着時刻が遅延することが間々ある。ジャストインタイム輸送など荷主要求が強く、ドライバーは時間厳守を要求される。貨物列車を持たない鉄道会社（特に大手民鉄）を中心に既存企業の資本参加や買収、新規参入などで積極的に参入していた時期があったが、2000年代に入り経営不振や、2002年2月に施行された道路運送法改正（規制緩和）により貨物旅客問わず中小企業の参入が相次ぎ、経営環境の変化で大手民鉄系を中心に撤退する企業が続出した。
- 貨物自動車事業 - トラックやトレーラーを利用した貨物輸送で、今日の運輸業の大半を担っており、一般に「運送会社」という呼称は、この事業を営む企業を指す。都市部ではオートバイによる配達もみられる。
  - 郵便事業
  - 貴重品輸送警備 - 現金や貴金属などの輸送業務。警備業としての要素も持つ。
- 旅客自動車事業 - 人（旅客）を運搬する自動車事業。
  - バス - バス事業者を参照。
  - タクシー - 日本のタクシー#主なタクシー事業者・グループを参照。

### 海運
海上輸送。船は移動速度が低いため輸送に時間がかかるが、一度に多量の積載に耐え得るため輸送コストがあまり掛からないことが利点となる。主に原油、石炭、ウランなどのエネルギー、鉄の原料となる鉄鉱石、小麦や大豆、トウモロコシなど加工食品の原材料輸入に用いられ、日本からは主に自動車や電子機器などが輸出されており、企業間の商業輸送（BtoB）とりわけ輸出入の大半を占める輸送形態で国際貨物輸送の主軸を担う。
- 船舶輸送 - 海運事業者
- 回航

### 航空運輸
航空機、ヘリコプター等を使った輸送、サービス。移動に関し燃料を多大に消費するため輸送コストが高い反面、輸送時間（リードタイム）を短縮するのに適しているため、主に鮮度や緊急性など速さが重要視される輸入貨物や医療品、郵便などに使用され、輸送時間が優先される長距離間の旅客輸送や貨物輸送に用いられる。また大容量データの情報輸送の際も空運が用いられる。反面、陸運や海運の様に重量物や貨物を大量に運搬できない点が欠点となる。ヘリコプターは道路整備が進んでいない場所へ物資搬入が行えるため建設業などで利用されており、高地、離島、僻地など固定翼機では容易にアクセスできない箇所などにも用いられている。
- 航空運輸業 - 航空に関わるサービス全般
- 航空輸送業（空運業[3]） -  他人の需要に応じ、航空機を使用して有償で旅客又は貨物を運送する事業
- 航空機使用業 -  他人の需要に応じ、航空機を使用して 有償で旅客又は貨物の運送以外の行為 の請負を行う事業

### 倉庫・運輸関連業
各輸送事業をつなぐための事業。
- 倉庫業（保管・荷役事業） - 荷物を保管・搬出・搬入・仕分けをする事業。倉庫会社
- 流通加工事業 - 荷主から引き受けた商品に対し、値札タグをつけたり、注文に応じて部品を組み立てたりするといった、出庫時に行う方が効率的な業務を生産者に成り代わり代行する業務。
- フォワーダー事業 - 複数の荷主から小口貨物の運送を引き受け、仕分けし、大口貨物にして航空会社や船会社に運送を依頼する事業。国際貨物の場合は、通関事務代行業務も含めて請け負う。